# Taste of the Suicidal Hi-Technology
『taste of the Suicidal Hi-Technology』は、ハイテクノロジー・スーサイドのベスト&ライブアルバム。ジャケット画は丸尾末広。

## 解説
- 2006年1月1日三軒茶屋HEAVEN'S DOORにおける12年振りの復活ライブに先駆けてDVD『公開自殺ドキュメント-1989～1994-』とともに発売された。
- 公式サイトによると活動停止前に発売された過去の作品は、権利関係等の問題で再発が難しいらしく、DVDとともに過去のハイテクを知る上で貴重な音源となっている。
- DISC2のライブだが、ライブ当日の1曲目である「ザ・テロリズム'99」はなぜかカットされており、「公開自殺宣言」と「骨」も実際にはラストから3曲目と2曲目である。
- CDケース裏面の炎上するドラムの写真は1994年2月5日三軒茶屋HEAVEN'S DOORでの活動停止ライブのもの。

## 収録曲
DISC1 （ベスト盤）
1. 南無阿弥陀仏
　（作詞：CRAZY-SKB / 作詞・作曲：MINATO 441 S.M.）
2. 公開自殺宣言
　（作詞：CRAZY-SKB / 作詞・作曲：MINATO 441 S.M.）
3. コック・サッカー・ブルース・リー
　（作詞：CRAZY-SKB / 作詞・作曲：MINATO 441 S.M.）
4. 死神ゴードン
　（作詞：CRAZY-SKB / 作詞・作曲：MINATO 441 S.M.）
5. スーサイド・マッハGO!GO!
　（作詞：CRAZY-SKB / 作詞・作曲：MINATO 441 S.M.）
6. 骨
　（作詞：CRAZY-SKB / 作詞・作曲：MINATO 441 S.M.）
7. スペース・ホモ・オーメン
　（作詞：CRAZY-SKB / 作詞・作曲：MINATO 441 S.M.）
8. ゴッド・ブレイン・イレイザー
　（作詞：CRAZY-SKB / 作詞・作曲：MINATO 441 S.M.）
9. 自殺まで45秒
　（作詞：CRAZY-SKB / 作詞・作曲：MINATO 441 S.M.）
10. デッド・ムーン・ライジング
　（作詞：CRAZY-SKB / 作詞・作曲：MINATO 441 S.M.）
11. 愛のカニバリズム
　（作詞：CRAZY-SKB / 作詞・作曲：MINATO 441 S.M.）
12. 如来ハンター
　（作詞：CRAZY-SKB / 作詞・作曲：MINATO 441 S.M.）
13. DIVE INTO MY BODY
　（作詞：CRAZY-SKB / 作詞・作曲：MINATO 441 S.M.）
14. ペイント・イット・ブラック・サバス
　（作詞：CRAZY-SKB / 作詞・作曲：MINATO 441 S.M.）
15. One Night In Hell
　（作詞：CRAZY-SKB / 作詞・作曲：MINATO 441 S.M.）
16. ブラックホール・アナルのアナーキスト
　（作詞：CRAZY-SKB / 作詞・作曲：MINATO 441 S.M.）
17. 愛のカニバリズム2
　（作詞：CRAZY-SKB / 作詞・作曲：MINATO 441 S.M.）

DISC2 （Live at HEAVEN'S DOOR 1993.3.20）
1. 公開自殺宣言
　（作詞：CRAZY-SKB / 作詞・作曲：MINATO 441 S.M.）
2. 骨
　（作詞：CRAZY-SKB / 作詞・作曲：MINATO 441 S.M.）
3. 南無阿弥陀仏
　（作詞：CRAZY-SKB / 作詞・作曲：MINATO 441 S.M.）
4. スーサイド・マッハGO!GO!
　（作詞：CRAZY-SKB / 作詞・作曲：MINATO 441 S.M.）
5. スネイク・ドリル・ペニス
　（作詞：CRAZY-SKB / 作詞・作曲：MINATO 441 S.M.）
6. Silver
　（作詞：CRAZY-SKB / 作詞・作曲：MINATO 441 S.M.）
7. 愛のカニバリズム
　（作詞：CRAZY-SKB / 作詞・作曲：MINATO 441 S.M.）
8. SM拷問441
　（作詞：CRAZY-SKB / 作詞・作曲：MINATO 441 S.M.）
9. 自殺まで45秒
　（作詞：CRAZY-SKB / 作詞・作曲：MINATO 441 S.M.）
10. ヘッド・バンギング・エイリアン
　（作詞：CRAZY-SKB / 作詞・作曲：MINATO 441 S.M.）
11. DIE×DIE＝16
　（作詞：CRAZY-SKB / 作詞・作曲：MINATO 441 S.M.）

## 参加ミュージシャン
- CRAZY-SKB - ボーカル
- MINATO 441 S.M. - ギター
- ツージィQコリンズ - ベース
- プロレタリアート本間 - コンピュータ・プログラミング
- ムタ・マサヒロ - ドラムス
- ラビアンヌ・ミサ - ドラムス
- SHINOHARA - ドラムス
- YOSHIDA - ドラムス
- MAKOTO - ドラムス
- スージー・スーサイド - ドラムス

- スハラ・ケイゾウ - ギター
- 広瀬淳二 - サックス